# 小林宏 (工学者)
小林 宏（こばやし ひろし、1966年〈昭和41年〉8月29日 - ）は、日本のロボット研究者。同大学工学部機械工学科教授。腰に特化した運動支援を行う「マッスルスーツ®」や開発・販売するベンチャー企業イノフィスの創業者。ヘルスウェア用途のマッスルスーツを開発・販売するCoreHealthも創業した。アクティブ歩行支援機や、受付ロボット・先生ロボットSAYAも開発した。肌の画像診断や食事支援ロボットでも実績がある。東京理科大学博士（工学）。産学官連携功労者表彰の文部科学大臣賞や日本経済団体連合会会長賞、および文部科学大臣表彰科学技術賞（開発部門）の受賞者。

## 来歴・人物

### 生い立ち・学生時代
1966年（昭和41年）8月29日生まれ。静岡県の伊豆半島出身。子供の頃は山ではワラビやクリを、海ではアワビやサザエを採っていたという。プラモデルなどものづくりも好きで、中学校時代はバスケットボール部だったという。静岡県立沼津東高等学校出身。
1990年（平成2年）に東京理科大学工学部機械工学科を卒業し、1992年（平成4年）に同大学院工学研究科機械工学専攻修士課程を修了。同年より日本学術振興会特別研究員を務め、1995年（平成7年）に同大学院博士課程を修了して博士（工学）の学位を取得した。この間、人間の顔表現の認識とロボットによる表現について研究した。

### ロボット研究者として
1995年（平成7年）より東京理科大学工学部機械工学科助手。1996年（平成8年）より2年間、日本学術振興会の海外特別研究員としてチューリッヒ大学の計算機科学科に滞在。R. PfeiferのAI Lab.に所属。サハラ砂漠のアリが太陽光の偏光で位置認識する際の人工知能について研究したという。
1998年（平成10年）に東京理科大学工学部機械工学科講師となり、翌年に同学科助教授に昇進。2001年（平成13年）には原島文雄が研究統括を務める科学技術振興事業団さきがけ研究21「相互作用と賢さ」に領域研究員として採択され、「人間行動を補助するマッスルスーツの開発 」に取り組んだ。また、同年には石黒章夫や細田耕との共訳で、1999年にR. PfeiferとC. Scheierが身体性認知科学を論じた『Understanding Intelligence』の邦訳『知の創成』を出版した。
2006年（平成18年）にはオーム社の坊ちゃん選書から『ロボット進化論 ―「人造人間」から「人と共存するシステム」へ ―』を出版。また、この頃から腰の動きを補助するマッスルスーツの開発に注力していったという。2008年（平成20年）より東京理科大学工学部機械工学科教授。

### 大学発ベンチャーの創業
2013年（平成25年）に東京理科大学発ベンチャーとして株式会社イノフィスを創業。当初パワードスーツのようであったマッスルスーツは、リュックサック型で空気圧ゴム人工筋により腰部をサポートする「マッスルスーツ®」として実用化され、介護現場や農作業従事者に活用された。2020年（令和2年）にはISO 13482の認証を取得。ゴム人工筋を使用しないガススプリングを使用したモデルも投入。また、ゴムの張力だけのものとして農作業や運送業向けの安価なモデル、フルハーネス安全帯に対応した高所作業用のモデルなどもある。
2023年（令和5年）には大学発ベンチャーとして株式会社CoreHealthも起業。ヘルスケア用途に改良したマッスルスーツを取り扱う企業で、ビズリーチと東京理科大学が連携した仕組みでCOOやCFOなどを募った。CoreHealthのマッスルスーツは寝たきりを防ぐため、空気圧で装着した高齢者の骨盤などを矯正し、リハビリに役立てている。

## 主な受賞歴
- 文部科学大臣表彰
  - 2006年 - 平成18年度科学技術分野 若手科学者賞[21]
  - 2019年 - 平成31年度科学技術分野の文部科学大臣表彰 科学技術賞（開発部門）「腰補助用アシスト装置の製品化開発」[8]

- 産学官連携功労者表彰
  - 2008年度 - 第6回 文部科学大臣賞「自立歩行を可能としたアクティブ歩行器「ハートステップ」の開発」[9]
  - 2015年度 - 平成27年度 日本経済団体連合会会長賞「腰補助ウェア・マッスルスーツの開発」[9]

- グッドデザイン賞
  - 2006年度 - マッスルスーツ「人間の動作を支援するウェアラブル・ロボット」（受賞番号 - 06D01042）[10]
  - 2008年度 - 歩行支援機「アクティブ歩行支援機」（受賞番号 - 08C12013）[11][注 2]
  - 2020年度 - アシストスーツ「マッスルスーツGS-BACK」（受賞番号 - 22G010037）[12][注 3]
  - 2023年度 - アシストスーツ「マッスルスーツ Exo-Power」（受賞番号 - 23G010025）[13][注 4]

- 日本ロボット学会 - 1995年第6回技術賞「アクティブ・ヒューマン・インタフェース（AHI）のための顔ロボットの研究」[14]

- 計測自動制御学会 - 1992年度学術奨励賞「リカレントニューラルネットワークによる動的な顔表情認識」[41]

- 日本機械学会 - 日本機械学会賞(論文)
  - 1996年度 - 「人の顔の6基本表情のニューラルネットワーク認識における特性分析」『日本機械学会論文集 C編』第61巻第582号、678-685頁[42]。
  - 2005年度 - 「食事支援ロボットシステムの開発と定量的評価」『日本機械学会論文集 C編』第70巻第699号、3252-3259頁[43]。
  - 2010年度 - 「ライフマスクを用いた顔ロボットによる動的表情表出」『日本械学会論文集 C編』第75巻第749号[44]。
  - 2014年度 - 「腰補助用マッスルスーツ®のフィールドテスト（物流の作業現場への適用）」『日本機械学会論文集C編』第79巻第806号[45][46]。

（その他）
- 1995年 - 第5回佐藤記念知能ロボット研究奨励賞[1]
- 2004年 - UBS イノベーションアワード特別賞「受け付けロボットSAYA」[19]
- 2008年 - 第2回 キッズデザイン賞 商品デザイン部門「アクティブ歩行支援機」[18][注 5]
- 2010年 - 第12回 建設ロボットシンポジウム 優秀論文賞[47]
- 2018年 - Red Herring 100 Global Winner（世界で最も革新的なベンチャー企業100社）選出[34]
- 2018年 - 東京都 産業交流展2018「世界発信コンペティション」 製品・技術（ベンチャー技術）部門 奨励賞[48]
- 2020年 - 科学技術振興機構 2020年度「大学発ベンチャー表彰～Award for Academic Startups～」経済産業大臣賞[49][50]

（指導学生の受賞）
- 2004年度 - キャンパスベンチャーグランプリTOKYO 特別賞（東京産業人クラブ賞）「小型パワーリハビリマシンによる健康ビジネス」（代表 - 相川高行）[51]

## 社会的活動
- 日本ロボット学会 - フェロー（2016年、推薦理由 - 装着型筋力補助装置の開発と市場開拓・事業化ならびに学会運営への貢献）[52]
- 日本機械学会 - 正会員[30][53]
- 計測自動制御学会 - 正会員[41]
- 電子情報通信学会 - 正会員[1]
- ヒューマンインターフェース学会 - 会誌編集委員会委員[54]
- IEEE - 会員[53][30]

## 主な著作

### 学位論文
- 『ロボット・人間コミュニケーションのためのAHIに関する基礎的研究』東京理科大学〈博士学位論文（甲第242号）〉、1995年3月20日。

### 著書
（単著）
- 『ロボット進化論 ―「人造人間」から「人と共存するシステム」へ ―』 オーム社〈坊ちゃん選書〉、2006年。ISBN 4274202631。

（共著・共訳）
- 『知の創成 ― 身体性認知科学への招待 ―』 R. Pfeifer（英語版）、C. Scheier 著、共立出版、2001年。ISBN 4320120329。- 石黒章夫、細田耕との共訳[注 6]
- 『顔という知能 ― 顔ロボットによる「人工感情」の創発 ―』 共立出版、2004年。ISBN 432012104X。- 原文雄との共著

（分担執筆）
- 「23.5.2 産業応用（マッスルスーツ）」『ロボット制御学ハンドブック』 近代科学社、2017年、762-765頁。ISBN 978-4-7649-0473-6。

### 解説
- 「ウェアラブルロボットの福祉機器への応用」『日本ロボット学会誌』第20巻第8号、2002年、805-808頁。
- 「人を動かすシステム～マッスルスーツ®，アクティブ歩行器～」『バイオメカニズム学会誌』第30巻第4号、2006年、184-188頁。
- 「表情豊かな顔ロボットの開発と受付システムの実現」『日本ロボット学会誌』第24巻第6号、2006年、708-711頁。
- 「人間を支援するロボット技術」『日本ゴム協会誌』第80巻第9号、2007年、344-349頁。
- 「5. 顔ロボット」『映像情報メディア学会誌』第62巻第12号、2008年、1933-1937頁。
- 「マッスルスーツ®と重力シミュレータとしての可能性」『バイオメカニズム学会誌』第34巻第1号、2010年、23-28頁。
- 「リリースしないメディア戦略?!」『日本ロボット学会誌』第29巻第2号、2011年、132-135頁。
- 「小児リハビリテーションへのロボット技術の応用」『The Japanese Journal of Rehabilitation Medicine』第53巻第5号、2016年、385-391頁。
- 「《第7回》介護アシスト機器(アシストスーツ)」『計測と制御』第56巻第1号、2017年、44-48頁。
- 「着用型筋力補助装置「マッスルスーツ®」」『エレクトロニクス実装学会誌』第19巻第6号、2016年、384-388頁。

## 主な出演歴
- 夢の扉（TBS、2007年）[56]
- 空想科学バラエティ「ロボつく」（TV東京、2008年11月28日、12月5日放送）[57]
- イット!（FNN、2023年10月3日放送）[58]